# Federazione di hockey su ghiaccio della Romania
La Federazione rumena di hockey su ghiaccio (ron. Federaţiei Române de Hochei pe Gheaţă, FRHG) è un'organizzazione fondata nel 1924 per governare la pratica dell'hockey su ghiaccio in Romania.
Ha aderito all'International Ice Hockey Federation il 24 gennaio 1924.